# Ostryżyca japońska
Ostryżyca japońska (Crassostrea gigas) – gatunek osiadłego małża nitkoskrzelnego z rodziny ostrygowatych (Ostreidae), jeden z najcenniejszych mięczaków jadalnych. Wcześniej klasyfikowana była jako Ostrea gigas, dlatego spotykana jest jej zwyczajowa nazwa ostryga wielka.

## Występowanie i introdukcja
Naturalnym obszarem występowania tego gatunku jest Ocean Spokojny. Początkowo była hodowana w Japonii (uważana jest za gatunek endemiczny Japonii). Do zachodnich wybrzeży Stanów Zjednoczonych została sprowadzona w 1903 roku. Przypuszczano, że nie będzie się mogła rozmnażać ze względu na chłodniejszy klimat, jednak została z powodzeniem introdukowana. Od czasu introdukcji u wybrzeży USA komercyjne połowy tego małża gwałtownie wzrosły. W 1969 roku sprowadzono ją do hodowli w Belgii. Obecnie jest gatunkiem kosmopolitycznym notowanym w wodach Japonii, Korei Południowej, Syberii, Australii, Ameryki Północnej (od Alaski po Kalifornię Dolną) oraz Europy (od Wysp Brytyjskich po Portugalię i Morze Śródziemne). W niektórych krajach uznano ją za gatunek inwazyjny, skutecznie konkurujący z lokalnymi małżami.

## Budowa i biologia

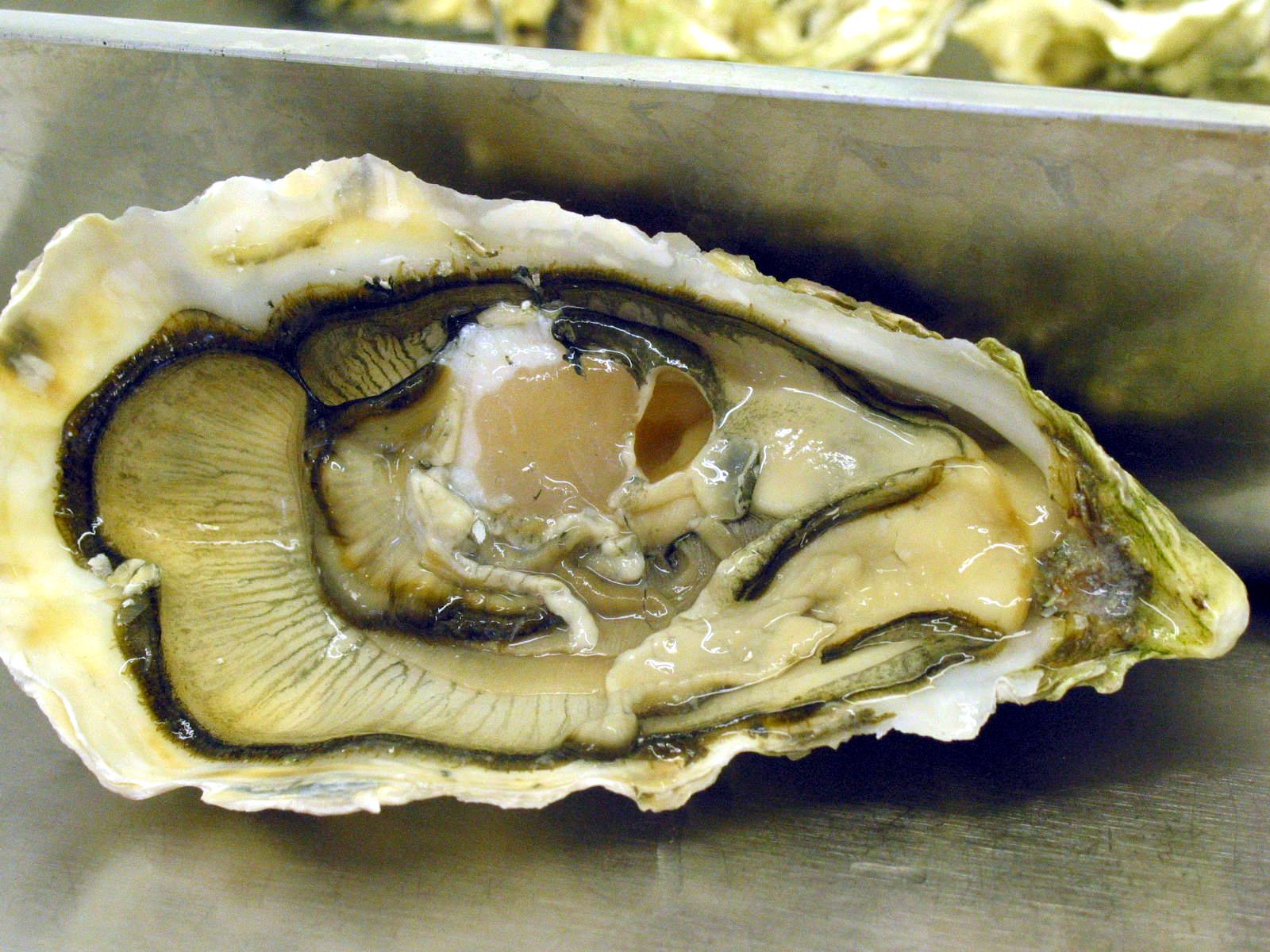
Wnętrze połówki muszli po otwarciu

Przeciętnie osiągają 8–15 cm długości, sporadycznie zdarzają się osobniki o długości 30, a nawet 40 cm. Muszla wydłużona i asymetryczna, z promieniście ułożonymi, nieregularnymi fałdami. Jej kształt jest zależny od warunków środowiskowych. Zamek muszli nie ma zębów. Mięsień zwieracz przyjmuje kolor purpurowy lub brązowy.
Ostryżyca japońska jest filtratorem odżywiającym się fitoplanktonem i detrytusem. Jest to gatunek rozdzielnopłciowy. Zimą może zmieniać płeć. Zapłodnienie zewnętrzne. Jaja i larwy są planktoniczne, przenoszone z prądem wody. Po około 3–4 tygodniach osiadają w estuariach lub przybrzeżnych wodach morskich, na twardym, zwykle skalnym, podłożu, do którego przytwierdzają się dolną połówką muszli. Spotykane są także na muszlach innych zwierząt. Dojrzałość płciową osiągają około 1 roku. Crassostrea gigas charakteryzuje się szybkim wzrostem (w ciągu pierwszych 18 miesięcy mogą osiągnąć 75 mm) i dużą płodnością (w jednym złożeniu samica składa 30–40 mln jaj). Żyją do 10 lat.

## Znaczenie gospodarcze
Światowe połowy ostryżycy japońskiej rosły w miarę upowszechniania jej hodowli osiągając poziom 4 mln ton w 2003 roku. 

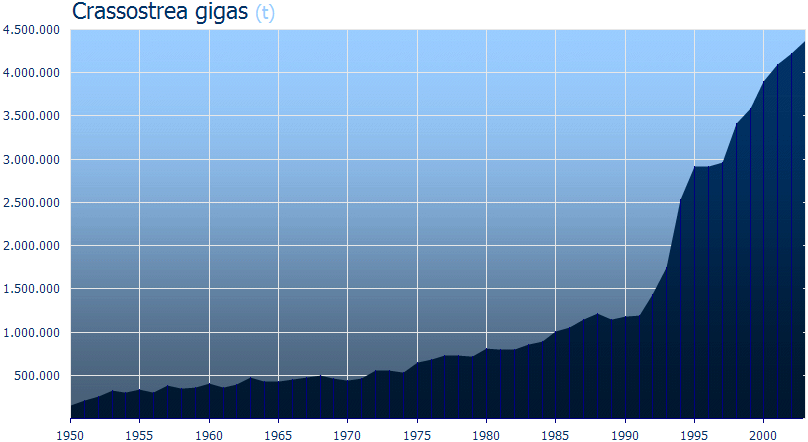
Światowe połowy Crassostrea gigas w latach 1950-2003 (w tonach) na podstawie FAO/FIGIS

Największe połowy tego gatunku odnotowała Korea Południowa i Stany Zjednoczone. W wielu krajach stosowane są różnorodne formy jej hodowli, larwy są zwykle wyławiane w warunkach naturalnych, a małże hodowane mniej lub bardziej ekstensywnie, na różnorodnym podłożu, w kontenerach lub na linach. Obecnie jest to najczęściej hodowany małż na świecie. 

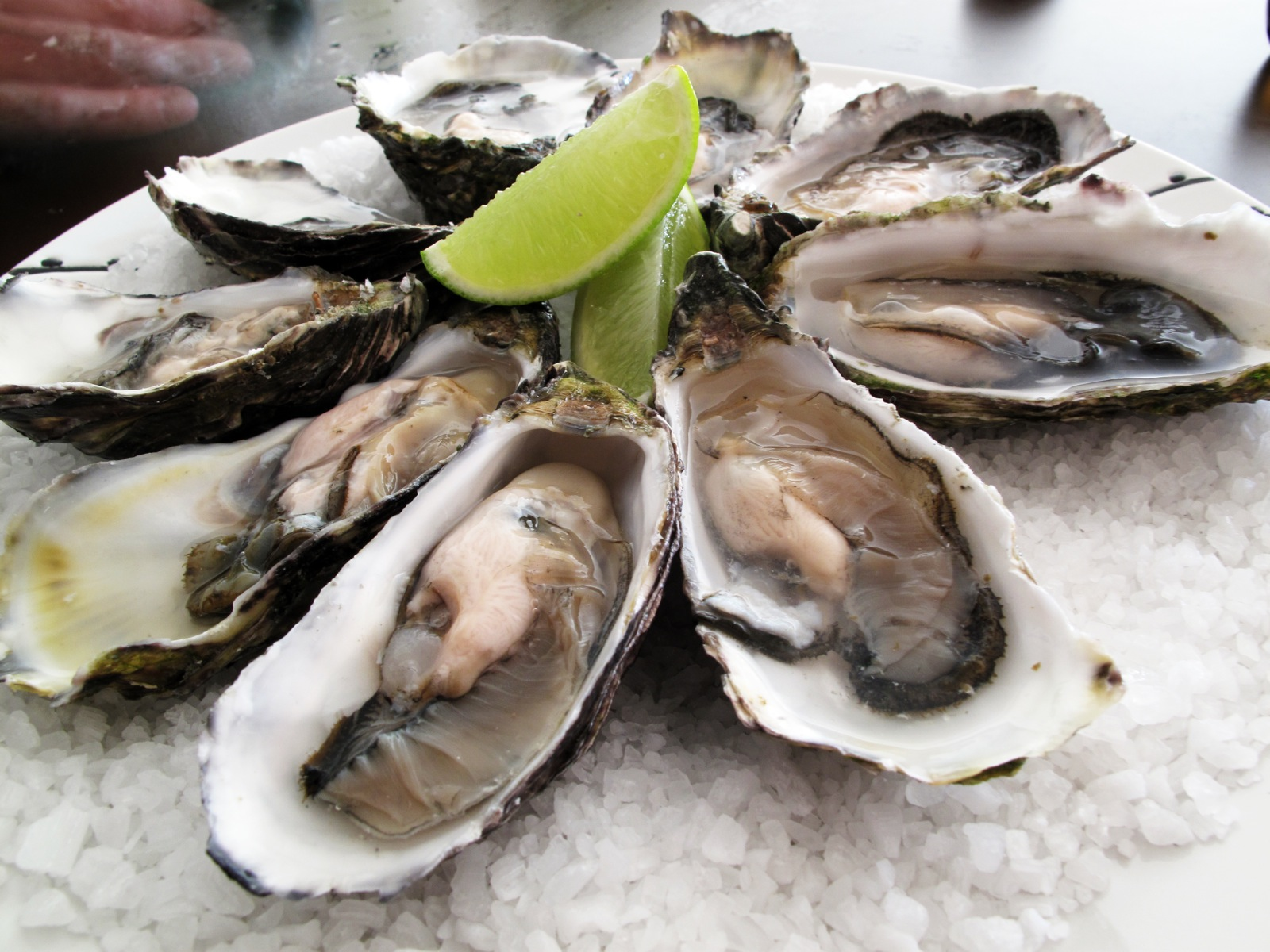
Ostrygi przygotowane do spożycia

Najczęściej spożywane są na surowo.